# Aztlán

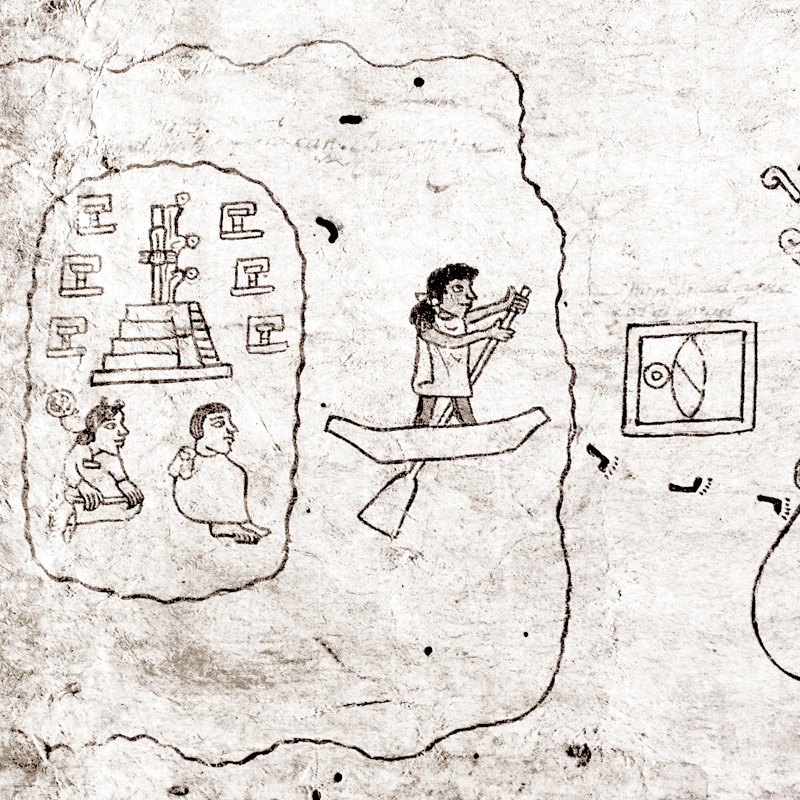
Aztlán elhagyásának ábrázolása a 16. századi Boturini kódexben.

Aztlán a nahua legendák őshazája, ahol a nahuák hét törzse Chicomoztoc elhagyása után letelepedett, és élt egészen a Tenochtitlánba való vándorlásig. Az „azték” szó jelentése ”Aztlánból való”.
Az Aztlánról szóló legendák az azték birodalom meghódítása utáni spanyol feljegyzésekben maradtak fenn, mindenekelőtt a Boturini kódexben, az Aubin kódexben és a Telleriano-Remensis kódexben. A kutatók véleménye megoszlik arról, hogy Aztlán valóban létezett-e, és ha igen, merre található.
Aztlán legendája volt a mai Kalifornia területére irányuló spanyol felfedezőutak egyik ösztönzője, az 1960-as és 70-es években pedig a chicano mozgalom egyes irredentista csoportjai használták jelképként, Mexikónak az 1848-as mexikói-amerikai háború során az Amerikai Egyesült Államokhoz csatolt területekhez való jogát bizonyítandó.